# یانیا کارولچیک-پراوالینسکایا
یانیا کارولچیک-پراوالینسکایا (بلاروسی: Яніна Карольчык-Правалінская؛ زادهٔ ۲۶ دسامبر ۱۹۷۶) پرتاب‌گر وزنه اهل بلاروس بود.
از افتخارات وی میتوان به کسب مدال طلا پرتاب وزنه در بازی‌های المپیک تابستانی ۲۰۰۰ اشاره کرد.